# 盧嫩堡 (麻薩諸塞州普查規定居民點)
盧嫩堡（英語：Lunenburg）是位於美國麻薩諸塞州烏斯特縣的一個普查規定居民點。

## 人口
根據2020年美國人口普查的數據，盧嫩堡的面積為9.84平方千米，當中陸地面積為9.84平方千米，而水域面積為0.00平方千米。當地共有人口1789人，而人口密度為每平方千米181.81人。